# Stratocles viridis
Stratocles viridis är en insektsart som beskrevs av Morgan Hebard 1919. Stratocles viridis ingår i släktet Stratocles och familjen Pseudophasmatidae. Inga underarter finns listade i Catalogue of Life.